# دهستان جمال‌آباد
دهستان جمال‌آباد دهستانی در بخش شریف‌آباد شهرستان پاکدشت، استان تهران در ایران است. براساس سرشماری مرکز آمار ایران در سال ۱۳۸۵، جمعیت آن ۱۲۷۱۸ نفر (۳۳۶۱ خانوار) بوده‌است.